# Karel Velebný
Karel Velebný (17. března 1931 Praha – 7. března 1989 Praha), známý i jako Evžen Hedvábný, byl český jazzový hudebník, hudební pedagog a jeden ze zakladatelů cimrmanologie.

## Život
Jako hudebník vystupoval se skupinou S+HQ. V šedesátých letech pod pseudonymem „doktor Evžen Hedvábný“ účinkoval v rozhlasové Vinárně U Pavouka a spoluzakládal Divadlo Járy Cimrmana. Přestože odsud zase záhy odešel, v seminářích některých her je dodnes připomínán jako (fiktivní) bratranec Zdeňka Svěráka a majitel liptákovské chalupy, v níž byla objevena truhla s Cimrmanovým dílem. Objevil se také v pseudodokumentu Stopa vede do Liptákova (1969). Vyznačoval se smyslem pro svérázný, až absurdní slovní humor, který jeho přátelé nazývali „velebnovštinou“ a který se stal esenciální inspirací humoru cimrmanovských textů.
Později s Jiřím Šebánkem založil paralelní badatelskou skupinu Salón Cimrman, jejíž mystifikační styl a suchý humor byl bližší cimrmanologickým začátkům. V jejím rámci vydali gramofonovou desku Jazzman Cimrman (1985).
Byl všestranně nadaným multiinstrumentalistou – velmi dobře ovládal hru na velké množství hudebních nástrojů, zejména saxofon, hrával ale i na vibrafon, xylofon, bicí a klávesové nástroje. Roku 1983 s Alešem Bendou založil Letní jazzovou dílnu; ta se konává v severočeském Frýdlantě a na počest svého spoluzakladatele nese jeho jméno.
Trpěl vrozenou chorobou srdce, tachykardií. Zemřel roku 1989 v Praze, deset dní před 58. narozeninami. Byl zpopelněn a jeho popel rozptýlen na hřbitově Malvazinky.

## Divadelní role
- Akt – Žílová
- Vyšetřovaní ztráty třídní knihy – Ministr školství (role později přejmenována na Zemského školního radu)
- Domácí zabijačka – Zvěřina